# St. Lewis (Fox Harbour) Airport
St. Lewis (Fox Harbour) Airport (IATA: YFX) is een vliegveld in Newfoundland en Labrador, de oostelijkste provincie van Canada. Het vliegveld ligt aan de noordoostrand van de kustplaats St. Lewis, in het oosten van de regio Labrador. 
Het vliegveld bestaat uit een 673 m lange landingsbaan met een grindoppervlak en heeft voorts zeer beperkte faciliteiten. De uitbater is de provincieoverheid van Newfoundland en Labrador.

## Bestemmingen
Onderstaande tabel toont de bestemmingen die een passagiersverbinding met St. Lewis hebben (2024).
| Maatschappij | Bestemmingen                      |
| ------------ | --------------------------------- |
| PAL Airlines | Mary's Harbour, Port Hope Simpson |